# Şok
ŞOK Marketler Ticaret A.Ş. — турецкая сеть продуктовых магазинов-дискаунтеров. Основана в 1995 году компанией Migros и в августе 2011 года приобретена конгломератом Yıldız Holding. Штаб-квартира находится в районе Ускюдар в Стамбуле. Конкурент аналогичных турецких сетей дискаунтеров Bim и A101.

## История
Компания Şok начала свою деятельность в 1995 году с сетью из 13 магазинов. В 2011 году Şok поглотила турецкие филиалы дискаунтера Dia S.A. (584 магазина), а также розничных сетей Onur Ekspres Marketçilik A.Ş. (в Турции была известна как Onurex, 116 магазинов) и Devamlı İndirim Mağazacılık (Dim, 18 магазинов). Ребрендинг магазинов закончился в 2014 году. К концу 2016 года сеть Şok насчитывала уже 4000 магазинов. В 2021 году был открыт интернет-провайдер Şok Net.

## Корпоративные данные
По данным на 2024 год доли в уставном капитале компании разделены следующим образом: Turkish Retail Investments B.V. (24,27 %, 144 000 000 ₺), Gözde Girişim Sermayesi Yatırım Ortaklığı A.Ş. (23,66 %, 140 400 327,27 ₺), Европейский банк реконструкции и развития (5,72 %, 33 950 000 ₺), İstanbul Portföy Yıldız Serbest Özel Fon (5,13 %, 30 428 571 ₺), другие — 41,22 %, 244 511 109,73 ₺. Всего — 593 290 008 ₺. По состоянию на 31 декабря 2023 года компания имела 10 725 магазинов (10 281 на 31 декабря 2022 года) в 81 провинции Турции. На тот же момент времени штат сотрудников насчитывал 46 958 человек (45 293 человека на 31 декабря 2022 года):6.